# Aranda de Moncayo
Aranda de Moncayo (kurz Aranda) ist ein nordspanischer Ort und eine Gemeinde (municipio) mit 117 Einwohnern (Stand: 2024) im Nordwesten der Provinz Saragossa im Westen der Autonomen Region Aragonien. Der Ort gehört zur bevölkerungsarmen Serranía Celtibérica.

## Lage und Klima
Der Ort Aranda de Moncayo liegt auf einer Anhöhe oberhalb des Río Aranda zu Füßen der maximal ca. 2315 m hohen Sierra de Moncayo etwa 107 km (Fahrtstrecke) westlich der Provinzhauptstadt Saragossa nahe der Grenze zur altkastilischen Provinz Soria in einer Höhe von ca. 910 m; die sehenswerte Stadt Calatayud befindet sich knapp 50 km südlich. Das Klima ist gemäßigt bis warm; Regen (ca. 510 mm/Jahr) fällt mit Ausnahme der Sommermonate übers Jahr verteilt.

## Bevölkerungsentwicklung
| Jahr      | 1857  | 1900  | 1950  | 2000 | 2017 |
| Einwohner | 1.370 | 1.570 | 1.136 | 247  | 174  |

Die Mechanisierung der Landwirtschaft, die Aufgabe bäuerlicher Kleinbetriebe und der damit verbundene Verlust von Arbeitsplätzen führten in der zweiten Hälfte des 20. Jahrhunderts zu einem deutlichen Bevölkerungsschwund (Landflucht).

## Wirtschaft
Jahrhundertelang lebten die Bewohner des Ortes direkt oder indirekt als Selbstversorger von der Landwirtschaft, zu der auch die Viehhaltung gehörte. Heute spielen Obstbaumplantagen eine wesentliche Rolle im Wirtschaftsleben des Ortes; außerdem werden Ferienwohnungen (casas rurales) vermietet.

## Geschichte
Keltiberische und römische Siedlungsspuren wurden in der archäologischen Stätte Aratikos entdeckt. Im 8. Jahrhundert drangen arabisch-maurische Heere bis ins obere Ebro-Tal vor; zuweilen wird die örtliche Burg mit den Mauren in Verbindung gebracht. Um das Jahr 1120 wurde die Gegend von Alfons I. von Aragón zurückerobert (reconquista). Später war sie zwischen den Königreichen Aragón und Kastilien umstritten; der damalige König Peter IV. von Aragón gab den Ort im Jahr 1373 in die Hände des Ritterordens von San Jorge de Alfama. Der Territorialstreit mit Kastilien endete erst mit der Eheschließung der Katholischen Könige Isabella I. von Kastilien und Ferdinand II. von Aragón im Jahr 1469. Im Jahr 1508 wurde die Grafschaft Aranda (Condado de Aranda) geschaffen.

## Sehenswürdigkeiten
- Eine Burg (castillo) existierte wohl schon in maurischer Zeit; sie wurde später vom Ritterorden von Alfama übernommen, erneuert und gegen kastilische Angriffe verteidigt.[4][5]
- An der Plaza Mayor stehen mehrere Adelshäuser (palacios) des 16. bis 18. Jahrhunderts.
- Beim Rathaus (Casa consistorial) befindet sich das kleine Archäologische Museum Espacio Expositivo Aratikos y la Celtiberia.[6]
- Die Pfarrkirche Nuestra Señora de la Asunción stammt aus der Mitte des 16. Jahrhunderts. Während die Kirche weitgehend aus unbehauenen, aber verputzten Bruchsteinen errichtet wurde, ist das – nach einer Restaurierung – beinahe modern wirkende Glockengeschoss des Turms in Mudéjar-Manier aus Ziegelsteinen gemauert. Kirchenschiff und polygonal schließender Chor werden von spätgotischen Sterngewölben überspannt; hier finden sich mehrere geschnitzte Altarretabel (retablos).[7][8]

Umgebung
- Von ehemals drei Einsiedlerkirchen (ermitas) ist nur noch die im Jahr 1653 erbaute Ermita de San Roque in gutem Zustand.
- Zwei Bildstöcke (peirónes) gehören ebenfalls zum Ortsbild.